# 無顆粒白血球
無顆粒白血球（、英語: agranulocytes） とは細胞質に顆粒（granule、実態としては分泌小胞やリソソームなどの小胞）を含まない白血球の総称。無顆粒白血球には以下の2種類がある。
- リンパ球
- 単球

リンパ球はリンパ系において一般的であり、ナチュラルキラーT細胞と呼ばれる細胞も含まれる。血液はB細胞、T細胞、ナチュラルキラー細胞（NK細胞）の3種類のリンパ球を有する。B細胞は病原体などの異物を排除するために、その異物と特異的に結合する抗体を産生する。 CD4+ T細胞（ヘルパーT細胞）は異物を認識した際に他のリンパ球を活性化させることによって免疫反応に協力する（HIV感染症すなわちAIDSにおいて免疫不全を発症するのは、このヘルパーT細胞がウイルス感染によって殺され減少することによる）。CD8+ T細胞（細胞傷害性T細胞）およびナチュラルキラー細胞はウイルス感染細胞を殺すことができる。B細胞やT細胞には過去に排除した異物に類似した、すなわち同じ抗原をもつ異物との再度の遭遇時に即応できる特異的な記憶システム（免疫記憶）があり、これが獲得免疫反応において大きな役割を果たしている。
単球は好中球とともに食作用を有するが、好中球よりも寿命が長く、感染既往のある病原体を再認識したとき速やかに殺したり抗体反応を高めたりできるように、消化した病原体の一部をヘルパーT細胞に受け渡す抗原提示の役割を有する。単球は血流から移動し、血管外組織へと侵入した後はマクロファージとして知られている。
無顆粒白血球に対し、細胞質に顆粒を含む白血球は顆粒球と呼ばれ、好中球・好酸球・好塩基球の3種類がある。